# Jack Cohn
Jack Cohn (27 de outubro de 1889 - 8 de dezembro de 1956) foi Vice-Presidente da Columbia Pictures e um dos pioneiros da indústria cinematográfica estadunidense.

## Biografia
Cohn nasceu em Nova Iorque em 27 de outubro de 1889, sendo irmão de Harry Cohn. De 1902 a 1908 trabalhou em publicidade, depois se uniu a Carl Laemmle da Independent Moving Pictures Company, fazendo serviço de laboratório. Foi redator e produtor dos primeiros noticiário cinematográficos da Universal Weekly. Também introduziu a produção do desenho animado e instrumental, e durante seis anos chefiou um estúdio de produção. Em 1919 criou a revista "Fan Magazine". Formou com Harry Cohn e Joe Brandt a C.B.C. Pictures que mais tarde (1924) veio a ser a Columbia Pictures. Em 1924 foi nomeado Presidente da Fundação dos Pioneiros Cinematográficos.
Jack morreu em 1956, aos 67 anos.